# ILN
ILN(International Lunar Network, 국제달탐사네트워크)은 미국이 주도하는 다국적 달탐사 계획이다.
ILN은 달 표면에 탐사장비를 실은 8개의 랜더, 로버를 보내 달의 환경, 자원을 연구하는 과학기지로 활용하자는 프로젝트다. 이 프로젝트에는 미국, 일본, 독일, 프랑스, 이탈리아, 영국, 인도, 캐나다, 한국 등 전 세계 9개국이 참여하고 있다.
2008년 7월 24일 항우연은 NASA가 주최한 회의에 참석해 ILN 참여 의향서를 제출했으며, 2008년 8월 6일 이명박 대통령과 조지 부시 대통령이 워싱턴에서 열린 한미정상회담에서 ILN 사업 참여에 합의했다.

## 계획 지연
미국은 ILN에 2쌍의 지상착륙시설을 제공하기로 했다. 1호기, 2호기는 2013년, 2014년에 3호기, 4호기는 2016년 2017년에 발사될 계획이었으나, 5년 지연되어 1호기를 2018년 3월 1일에 발사할 계획이다. 미국의 LPRP 계획에서 개발된 달 착륙선을 이용하여 발사될 것이다.

## 미국의 LPRP 계획
2013년 9월 7일 LADEE(Lunar Atmosphere and Dust Environment Explorer) 달 탐사선이 미국에서 미노타우르 5호에 실려 발사되었다. 위성의 무게는 383 kg, 수명은 100일이며, 달의 20 km 고도를 비행하며 달의 대기와 먼지 등 환경을 분석한다.

## 같이 보기
- 한국형 달 탐사선